# Desigualdad de Márkov
En teoría de la probabilidad, la desigualdad de Márkov proporciona una cota superior para la probabilidad de que una función no negativa de una variable aleatoria sea mayor o igual que una constante positiva. Su nombre le viene del matemático ruso Andréi Márkov.
La desigualdad de Márkov relaciona las probabilidades con la esperanza matemática y proporciona cotas útiles —aunque habitualmente poco ajustadas— para la función de distribución de una variable aleatoria.

## Desigualdad de Márkov
| Desigualdad de Márkov Si {\displaystyle X} es una variable aleatoria no negativa tal que {\displaystyle \exists \operatorname {E} [X]} y {\displaystyle a>0}, entonces: {\displaystyle \operatorname {P} [X\geq a]\leq {\frac {\operatorname {E} [X]}{a}}} donde {\displaystyle \operatorname {E} [\cdot ]} denota la esperanza matemática. |

| Demostración |
| Caso discreto Si {\displaystyle X} es una variable aleatoria discreta con valores en {\displaystyle E_{X}}, aplicando la definición de la esperanza: {\displaystyle {\begin{aligned}\operatorname {E} [X]&=\sum _{x\in E_{X}}{x\cdot \operatorname {P} [X=x]}\\&=\sum _{x<a}{x\cdot \operatorname {P} [X=x]\,dx}+\sum _{x\geq a}{x\cdot \operatorname {P} [X=x]}\\&\geq 0+\sum _{x\geq a}{x\cdot \operatorname {P} [X=x]}\\&\geq \sum _{x\geq a}{a\cdot \operatorname {P} [X=x]}\\&\geq a\cdot \sum _{x\geq a}{\operatorname {P} [X=x]}\\&=a\cdot \operatorname {P} [X\geq a]\end{aligned}}} {\displaystyle \Rightarrow \operatorname {P} [X\geq a]\leq {\frac {\operatorname {E} [X]}{a}}}. Caso continuo Si {\displaystyle X} es una variable aleatoria continua con función de densidad {\displaystyle f_{X}}, aplicando la definición de la esperanza: {\displaystyle {\begin{aligned}\operatorname {E} [X]&=\int _{0}^{+\infty }{x\cdot f_{X}(x)\,dx}\\&=\int _{0}^{a}{x\cdot f_{X}(x)\,dx}+\int _{a}^{+\infty }{x\cdot f_{X}(x)\,dx}\\&\geq 0+\int _{a}^{+\infty }{x\cdot f_{X}(x)\,dx}\\&\geq \int _{a}^{+\infty }{a\cdot f_{X}(x)\,dx}\\&\geq a\cdot \int _{a}^{+\infty }{f_{X}(x)\,dx}\\&=a\cdot \operatorname {P} [X\geq a]\end{aligned}}} {\displaystyle \Rightarrow \operatorname {P} [X\geq a]\leq {\frac {\operatorname {E} [X]}{a}}}. |

## Demostración
Para cualquier suceso A, sea IA la variable aleatoria indicatriz de A, esto es, IA = 1 si ocurre A y es 0 en el caso contrario. Entonces

{\displaystyle aI_{(|X|\geq a)}\leq |X|.\,}

Por lo tanto

{\displaystyle \mathbb {E} (aI_{(|X|\geq a)})\leq \mathbb {E} (|X|).\,}

Ahora, nótese que el lado izquierdo de esta desigualdad coincide con

{\displaystyle a\mathbb {E} (I_{(|X|\geq a)})=a\Pr(|X|\geq a).\,}

Por lo tanto tenemos

{\displaystyle a\Pr(|X|\geq a)\leq \mathbb {E} (|X|)\,}

y como a > 0, se pueden dividir ambos lados entre a.

## Demostración alternativa
Una prueba más formal, relacionada con la teoría de la medida, es la siguiente:

{\displaystyle \Pr(|X|\geq a)=\int _{a}^{\infty }{f(x)dx}\leq \int _{a}^{\infty }{{\frac {|x|}{a}}f(x)dx}\leq {\frac {1}{a}}\int _{-\infty }^{\infty }{|x|f(x)dx}={\frac {\mathbb {E} (|X|)}{a}}}

En la introducción de {\displaystyle {\frac {|x|}{a}}}, nótese que ya que estamos considerando la variable aleatoria sólo en sus valores iguales o mayores a {\displaystyle a}, {\displaystyle |X|\geq a} y, por tanto,

{\displaystyle {\frac {|X|}{a}}\geq 1}

con lo que al multiplicar {\displaystyle f(x)dx} por algo mayor a uno será igual o mayor. La segunda desigualdad viene de añadir la suma

{\displaystyle \int _{-\infty }^{a}{|x|f(x)dx}}

que siempre será positiva ya que se integra algo positivo como es el valor absoluto (porque {\displaystyle \scriptstyle f(x)} es positiva).
- La desigualdad de Márkov se emplea para probar la desigualdad de Chebyshov.

- Datos: Q842436